# Muris Andelija
Muris Andelija (* 25. února 1981) je bosenský basketbalista hrající českou Národní basketbalovou ligu za tým USK Praha. Hraje na pozici pivota. Je vysoký 208 cm, váží 102 kg.

## Kariéra v NBL
- 2006–2007: USK Praha